# Луций Цейоний Коммод (консул 78 года)
Луций Цейоний Коммод (лат. Lucius Ceionius Commodus) — римский политический деятель второй половины I века.
Коммод происходил из Этрурии. В правление императора Веспасиана он был возведён в патрицианское сословие. Он был отцом консула 106 года Луция Цейония Коммода и дедом соправителя императора Адриана Луция Элия Цезаря. В 78 году Коммод занимал должность ординарного консула вместе с Децимом Юнием Новием Приском. С 78/79 по 81/82 год он был легатом пропретором Сирии. Коммод, по всей видимости, был преемником на этой должности Марка Ульпия Траяна, отца будущего императора Траяна. Коммод был также септемвиром эпулонов.